# Chip (rapero)
Jahmaal Bailey (Tottenham, Londres; 26 de noviembre de 1990), conocido por su nombre artístico Chip (anteriormente Chipmunk), es un rapero de música en inglés y compositor de Tottenham, Londres. Firmó un trato con Columbia Records de Sony Music UK. Ha sacado 5 hits que pertenecen al top-ten de UK Singles Chart, del cual "Oopsy Daisy" debutó en el primer lugar. Su álbum principal, I Am Chipmunk en 2009, el cual llegó a ser el número dos en los UK Albums Chart. Su siguiente éxito fue Transition y se estrenó el 18 de abril de 2011.
En 2008, Chipmunk fue nominado como mejor artista nuevo en los MOBO Awards, ganando dos premios: Mejor artista de UK Reino Unido y mejor acto de Hip-Hop. Además ganó el mejor acto de Hip-Hop en los MOBO Awards 2009. Además ganó un premio con Emeli Sandé para el mejor sencillo Británico por su canción "Diamond Rings". El mismo año Chipmunk ganó un Mp3 Award en los Mp3 Music Awards 2009 por su sencillo, "Diamond Rings", el cual fue publicado y promovido por MTV Network. El 13 de enero de 2012 el artista anunció vía Twitter que de forma permanente su nombre sería abreviado de Chipmunk a Chip. Chip anunció que cantaría para American rapper T.I.'s Grand Hustle Records en marzo de 2012 tras dejar Sony Music.

## Carrera

### 2009-2010:I Am Chipmunk
En 2008, firmó un contrato de grabación con Columbia Records, Sony Music y comenzó a grabar su primer álbum. El 2 de marzo de 2009, estreno su primer sencillo del álbum, "Chip Diddy Chip". El sencillo catalogado como el número 21 en los UK Singles Charts. Fue compuesto por Jahmaal Fyffe. El vídeo musical de la canción en colaboración con Tim Westwood y Dappy de N-Dubz y fue grabado en su escuela secundaria, Gladesmore Community School. Después del estreno del sencillo, él anunció que su álbum sería titulado I Am Chipmunk. Tiempo después de la fecha de estreno de "Diamond Rings" canción que se realizó con la colaboración de Emeli Sandé. La canción se volvió el primer hit de la lista de los diez más populares, después fue catalogada en el número 6 de los UK Singles Charts.
Se estrenó "Oopsy Daisy" como el 3.er sencillo oficial. El sencillo elaborado en colaboración de Ms D y compuesto por Talay Riley. "Oopsy Daisy" es el sencillo más exitoso de Chip a la fecha. La canción listada en primer lugar en los UK Singles Charts y más tarde ganó un certificado de plata por los BPI. Fue el primer sencillo de Chip estrenado internacionalmente. La canción fue acompañada de un vídeo musical, los intereses amorosos de Chip fueron representados por Red Madrell, una actriz Inglesa. La canción sobrepaso a los candidatos del top spot británicos girl-group, The Saturdays al número uno con su sencillo de regreso al escenario, "Forever Is Over". Tras el estreno de I Am Chipmunk el 12 de octubre de 2009, ganó muchas críticas positivas. Debutó como el número dos en los UK Albums Chart. Como sea, el álbum fue catalogado como el número uno en los UK R&B Albums Chart. Un cuarto sencillo fue estrenado del álbum, "Look for Me" en colaboración con Talay Riley. El sencillo fue catalogado en el número 7 de los UK Singles Charts, la canción además ganó un certificado de plata por los BPI.
Chipmunk anunció que estrenaría una edición de platino de su álbum con nuevas canciones. El primer sencillo de la edición de platino de I Am Chipmunk fue "Until You Were Gone" en colaboración con Esmée Denters. El sencillo fue catalogado en el número 3 de los UK Singles Charts. I Am Chipmunk: The Platinum Edition fue estrenada el 3 de mayo de 2010. Contenía 4 nuevas canciones. El álbum ganó un certificado de platino por los BPI. Después de obtener un ingreso bruto de £1,550,000 el último año, haciendo a Chip el rapero mejor pagado de Reino Unido.

### 2010-2011:Transition
Chipmunk anunció que trabajaría en un nuevo álbum más tarde en 2010 y confirmó que sería titulado como Transition el cual sería diferente del primer álbum, comenzando: "Representa el crecimiento en mí como persona desde mi último álbum, por lo tanto el sonido ha madurado así como yo y eso es lo principal para mi con la grabación - Solo quiero el sonido, el sonido y el sentimiento del álbum para sentir... sentirme como un padre pero ustedes saben, solo más maduro que mi primer álbum, ustedes saben la vida ha cambiado." El álbum incluye artistas como Keri Hilson, Chris Brown, Trey Songz y Kalenna Harper de Diddy-Dirty Money, un músico jamaiquino conocido como Mavado y el rappero británico Wretch 32. El estreno del sencillo fue liberado en iTunes el 12 de noviembre de 2010. El sencillo fue catalogado como el número 72 en los UK Singles Charts, con promoción limitada.
A principios del 2011 el artista confirmó que "Champion" sería estrenado como el sencillo principal del álbum y el sencillo contaría con la colaboración de American R&B cantante, Chris Brown. El sencillo fue compuesto por Harmony "H-Money" Samuels, Jahmaal Fyffe, Eric Bellinger, Erika Nuri. El sencillo catalogado como el número dos en los UK Singles Charts, fue desplazado del he top spot por Jessie J y B.o.B con su entrada "Price Tag". Como sea, ambas canciones vendieron más de 90 000 en su primera semana y Jessie J ganó el top spot por un 5 %. La canción sirve como tema para la competencia de luchas WWE Tough Enough. Fue anunciado que "In the Air" sería estrenado como segundo sencillo principal del álbum Transition el sencillo contaría con la colaboración de Keri Hilson. El sencillo fue estrenado el 11 de marzo de 2011. El álbum Transition por sí solo tuvo su estreno en Reino Unido a través de Sony Music el 18 de abril de 2011. Él hizo una aparición con Wretch 32 en un vídeo para Unorthodox.
El tercer sencillo a ser estrenado del álbum se llama "Take Off" en colaboración con Trey Songz. Chipmunk además estreno un vídeo para la canción "Every Gyal" con Mavado. En agosto de 2011 Chipmunk realizó un concierto gratuito en Dumfries, Scotland y Wales, junto con Basshunter, Twenty Twenty, Emma's Imagination, DomiBoi, N-Dubz y Reece Robertson. y en septiembre, Chipmunk estrenó un mixtape llamado Spazzz.com. para descarga gratuita. El recibió críticas positivas de sus fanes y estuvo muy agradecido. En noviembre de 2011, el día antes de su cumpleaños 21, Chipmunk regresó a su hogar en Tottengam para cambiar las luces de Navidad En diciembre de 2011, Chipmunk junto con Tinie Tempah en la canción 'Mayday' de su mixtape de cumpleaños. La canción además era con Soulja Boy.

### 2012–presente: Grand Hustle era
El 7 de octubre de 2011, RCA Music Group anunció que se disolvería Jive Records, junto con Arista Records y J Records. Con el cierre, Chip, y muchos otros artistas que previamente habían firmado con estas 3 discográficas, tuvieron la opción de liberar su futuro material bajo la marca de RCA Records. Chip opto por no hacerlo y muchos medios tenían la certeza que probablemente había sido botado. Como sea, Chip en lugar de eso decidió firmar con Grand Hustle, y colaborar con T.I.. En diciembre de 2011 Chip anunció que su nombre artístico sería "Chip" bajo el aviso e instrucción de T.I., y todo lo que sus futuros estrenos pudiera aparecer bajo ese nombre.
En enero de 2012, Chip anunció vía Twitter que había estado trabajando con Sean Garrett y T.I. en su siguiente proyecto, pero que no revelaría el nombre del proyecto en cuestión. Además publicó una foto de sí mismo grabando en un estudio en Atlanta con T.I. Poco después del anuncio, Chip reveló que a lo largo de ese año estaría posteando series en línea en un vídeo blog para mantener a sus fanes al tanto de lo que estaba pasando. El 10 de febrero de 2012 Chip subió a la red su versión propia del hit de Tyga "Rack City", a su cuenta oficial de YouTube. El vídeo recibió más de 70 000 visitas y 10 000 likes en las primeras 48 horas de estar en la red.
En mayo de 2012, Chip reveló mediante su Twitter oficial que el primer proyecto bajo su nueva disquera sería un mixtape llamado London Boy, alias que recibió durante su estancia en Estados Unidos. Además promocionó un sencillo de manera underground llamado "Let It Breathe", para una recepción positiva. Cuatro semanas más tarde, un segundo sencillo underground, "More Money, More Gyal", en conjunto con Mavado, promocionado en línea, mostrando las influencias del reggae. Chip regresó al estudio para completar la grabación del proyecto durante agosto y septiembre de 2012 antes de estrenar su nuevo sencillo, "Londoner", en colaboración con Wretch 32, Professor Green y Loick Essien. La canción fue liberada como el tercer proyecto de los sencillos underground el 25 de noviembre de 2012. El 9 de octubre de 2012, Chip fue galardonado para los BET Hip Hop Awards cypher, junto con sus compañeros de discográfica Iggy Azalea, B.o.B, T.I. y Trae tha Truth. El 10 de diciembre, Chip reveló la lista de canciones del mixtape, incluyendo colaboraciones con sus compañeros Iggy Azalea, Trae Tha Truth, T.I, antiguos colaboradores Skepta, Mavado, Wretch 32 y Professor Green así como también Meek Mill y Young Jeezy. Además volvió a confirmar la fecha de estreno que sería el 25 de diciembre de 2012 y reveló que el disco estaría disponible para descargar sin cargo alguno.

## Discografía

### Álbumes
- 2009: I Am Chipmunk
- 2011: Transition (Chipmunk album)|Transition

### Mixtapes
- 2007: League of My Own
- 2011: Spazzz.com
- 2012: London Boy